# MTA köztestületi tag
Az MTA köztestületi tagok azok a Magyarországon szerzett vagy honosított tudományos fokozattal rendelkező személyek lehetnek, akik a Magyar Tudományos Akadémiáról szóló törvényben meghatározott feltételeknek megfelelnek, s írásban benyújtott kérvényüket az MTA Kutatásszervezési Intézete elfogadja. A köztestületi tagság tehát nem akadémikusságot jelent, hanem az Akadémiához való lazább kötődést. Az MTA köztestületének 2024-ben 17 ezernél is több tagja volt.

## Köztestületi tagság

### A) Köztestületi tag
1994-ben az Akadémiai Törvény  hozta létre az akadémiai köztestületet, mely mintegy kiterjesztése az Akadémia hatókörének az akadémiai tagokon túl a magyar tudományos élet egészére. A köztestületbe jelentkezhetnek a tudományos fokozattal rendelkező, magyar állampolgárságú kutatók, oktatók. Már több mint tízezer hazai tagja van a köztestületnek, e tagok intenzívebben kapcsolódnak az Akadémia életéhez, s képviselőket küldhetnek az Akadémia közgyűlésébe. Az akadémikusokon túl tehát az MTA-hoz tartoznak egyfajta laza szállal a köztestület tagjai.  Létszámuk korlátlan.

### B) Határon túli köztestületi tag
Ahogy vannak hazai és külső tagjai az Akadémiának, annak mintájára 2000 óta a köztestületnek – a hazai tagjain túl – vannak határon túli tagjai is. Tagja lehet az MTA köztestületének bárki, aki magát magyarnak is vallja, külhoni vagy kettős (külföldi és magyar) állampolgársággal bír, az állampolgársága szerinti ország tudományos minősítési szabályai szerint tudományos fokozattal rendelkezik, s jelentkezik a köztestületbe. 
Az MTA 2000. májusi közgyűlése fogadta el a köztestület kiterjesztését határainkon túlra, Glatz Ferenc, az MTA akkori elnöke (1996. május 6. – 2002. május 7. között) felhívására. Ma a köztestületbe jelentkezett kollégák száma közel 950 fő, kétharmada a környező országokból. A köztestület nyitott a világ bármely pontján élő magyar kutató számára. A jelentkezés folyamatos, létszámkorlátozás nincs.